# Sophus Halle
Sophus Halfdan Halle, född 13 december 1862 i Rødby, död 22 augusti 1924 i Hareskov, var en dansk tonsättare och skolman. 
Halle elev vid Jonstrup Seminarium 1879–82, blev lärare vid de kommunala skolorna i Köpenhamn 1883, organist vid Immanuelskirken 1896–1905 och skolinspektör i Köpenhamn 1905. Han var medlem av sångkommissionen för de köpenhamnska skolorna. 
I musik var Halle lärjunge till Johan Henrik Nebelong (orgel) och Otto Malling (musikteori). Han komponerade Præludier for Orgel, Salmer og aandelige Sange, en rad barnvisor, soldatvisor och fosterländska sånger. Han författade Modulationslære (1900) och utgav Psalmebogens Melodier och en samling flerstämmiga sånger Blandet Kor (1906).